# Begonia cucurbitifolia
Begonia cucurbitifolia là một loài thực vật có hoa trong họ Thu hải đường. Loài này được C.Y.Wu mô tả khoa học đầu tiên năm 1995.